# Уна (притока Сави)
45°16′12″ пн. ш. 16°55′4.8″ сх. д. / 45.27000° пн. ш. 16.918000° сх. д.
Уна (хорв. Una) — річка в Хорватії і Боснії та Герцеговині, права притока річки Сави.
Довжина річки — 212 км, середня стік води — 202 м³/c.

## Географія протікання
Уна бере початок на території Хорватії, на північно-східних схилах гори Стражбениця (Динарські Альпи) на північ від Книну. Далі тече на північ, виходить на територію Боснії та Герцеговини, в районі міста Бихач повертає на північний схід. Трохи вище міста Новий Град утворює кордон між Боснією та Хорватією, із цього місця Уна залишається прикордонною річкою аж до свого впадіння в Саву біля міста Ясеноваць.

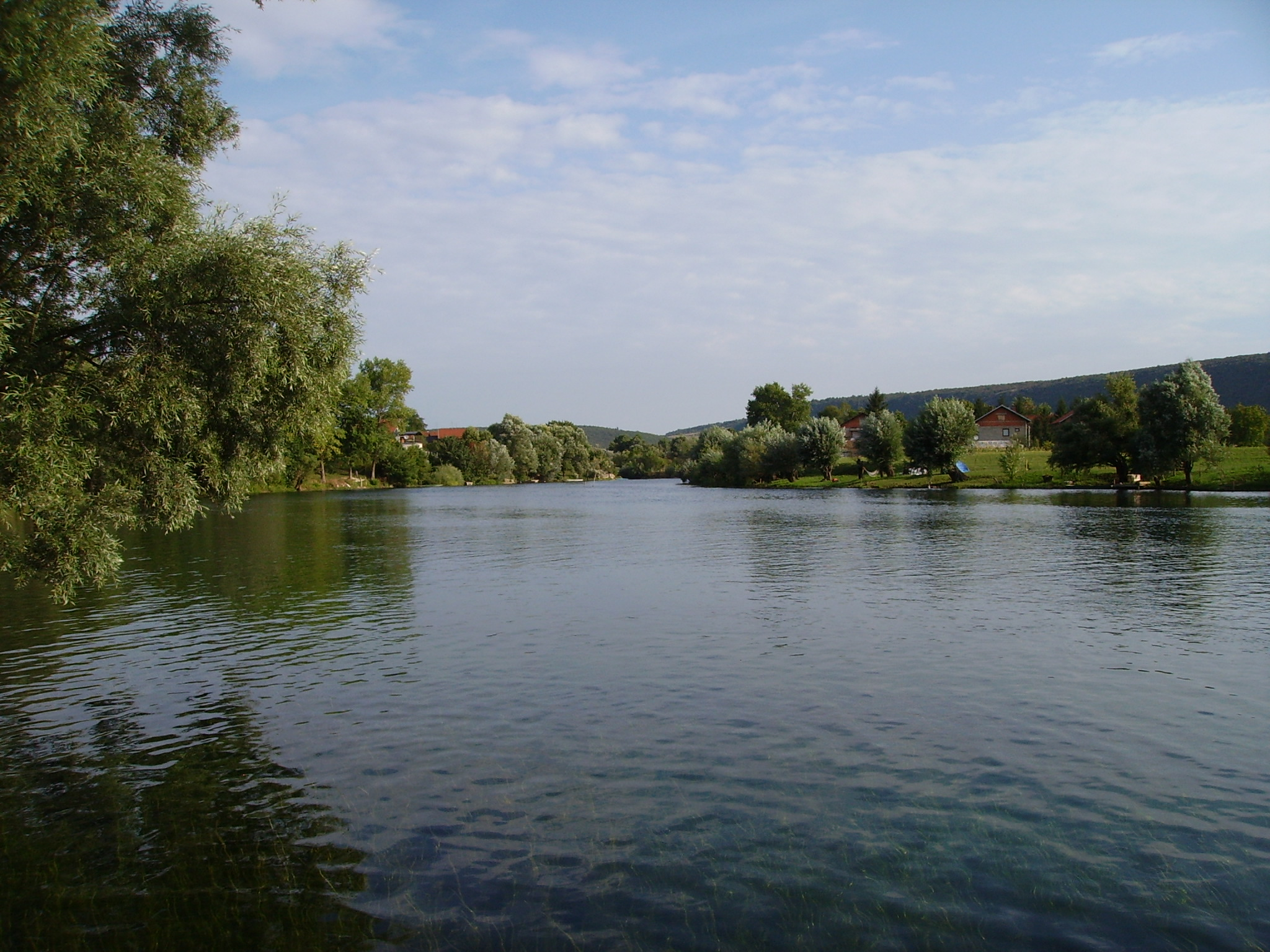
Уна під Бихачем

У верхів'ях річка має гірський характер, долина вузька та глибока, течія бурхлива, русло з численними порогами. У середній і нижній частини річки швидкість течії зменшується, береги знижуютьться, русло стає більш звивистим. Весняна повінь, осінні дощові паводки. У нижній течії судноплавна для невеликих суден.
На Уні стоять міста Мартин Брод, Бихач, Босанска-Крупа, Новий Град, Босанська-Дубиця, Босанська-Костайниця (Боснія і Герцеговина); Двор, Хорватська Дубиця, Хорватська Костайниця (Хорватія). Найбільші притоки — Унаць, Сана, Клектот і Крушниця.

## Флора та фауна
Долина річки Уна вирізняється великою природною різноманітністю. Тут росте близько 170 типів рідкісних рослин. Один з видів ендемічних дзвіночків долини Уни був названий на честь річки Campanula unensis. У самій річці живе 28 видів риб, у тому числі дунайський лосось.